# Selangor FC II
El Selangor FC II (en malayo: Kelab Bolasepak Perbadanan Kemajuan Negeri Selangor, en inglés: Selangor State Development Corporation Football Club) es un equipo de fútbol de Malasia que juega en la Superliga de Malasia, la primera división de fútbol del país.

## Historia
Fue fundado en el año 1967 en la ciudad de Selangor como parte del Departamento Corporativo del Estado de Selangor, siendo entre los años 1970 y años 1980 uno de los equipos de fútbol más fuertes del país.
Luego de que el fútbol en Malasia pasara a ser profesional logran el ascenso a la Superliga de Malasia en 2004 tras ganar la Liga FAM, participando en la primera división nacional en varias temporadas hasta que descendieron en 2014, aunque dos años después lograron su regreso a la primera categoría.

## Palmarés
- Malaysia Premier League (1): 2011
- Malaysia FAM League (3): 1978, 1979, 2003